# Romaleidae
Romaleidae är en familj av insekter. Romaleidae ingår i överfamiljen Acridoidea, ordningen hopprätvingar, klassen egentliga insekter, fylumet leddjur och riket djur. Enligt Catalogue of Life omfattar familjen Romaleidae 459 arter. 

## Bildgalleri

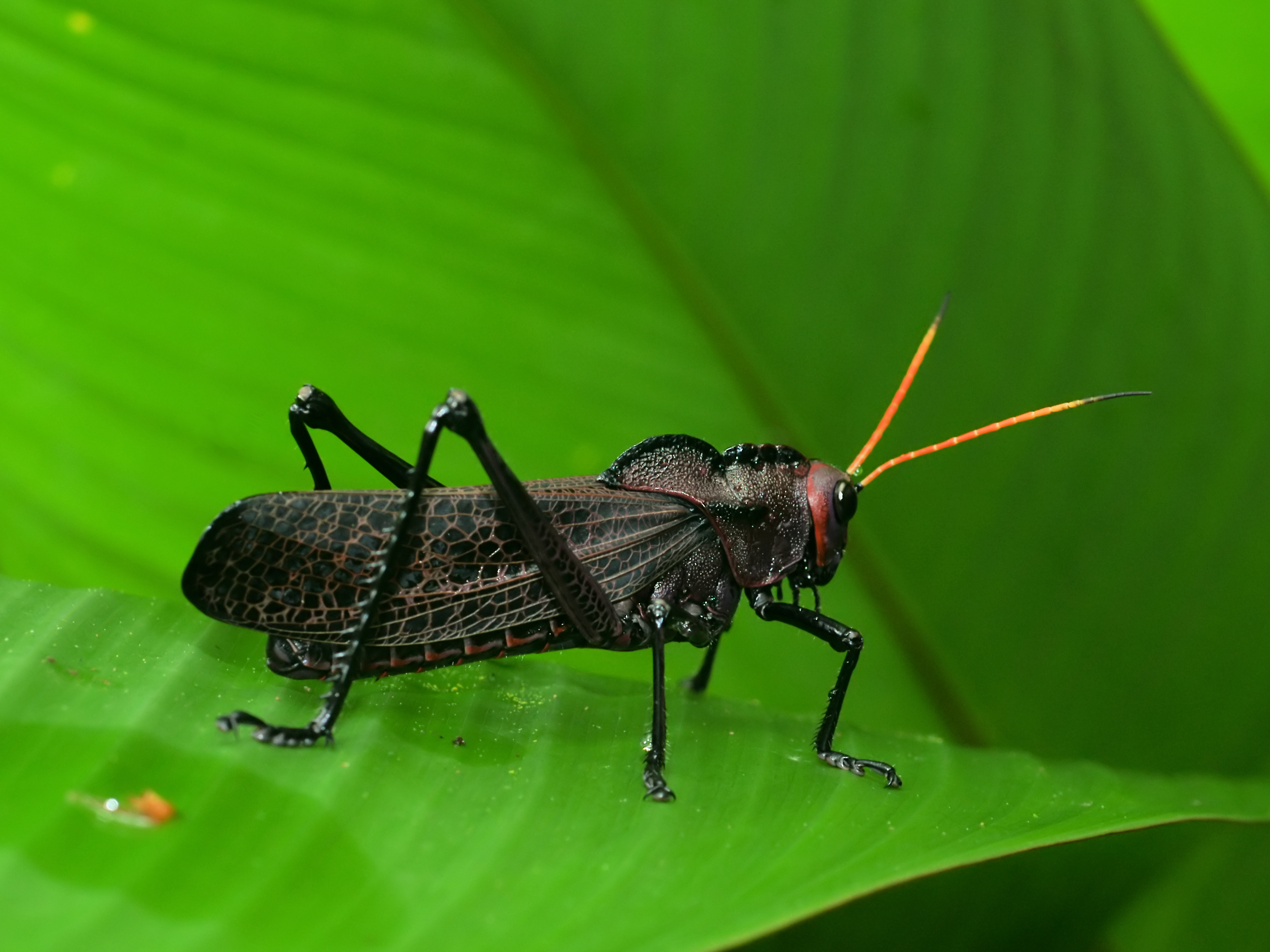
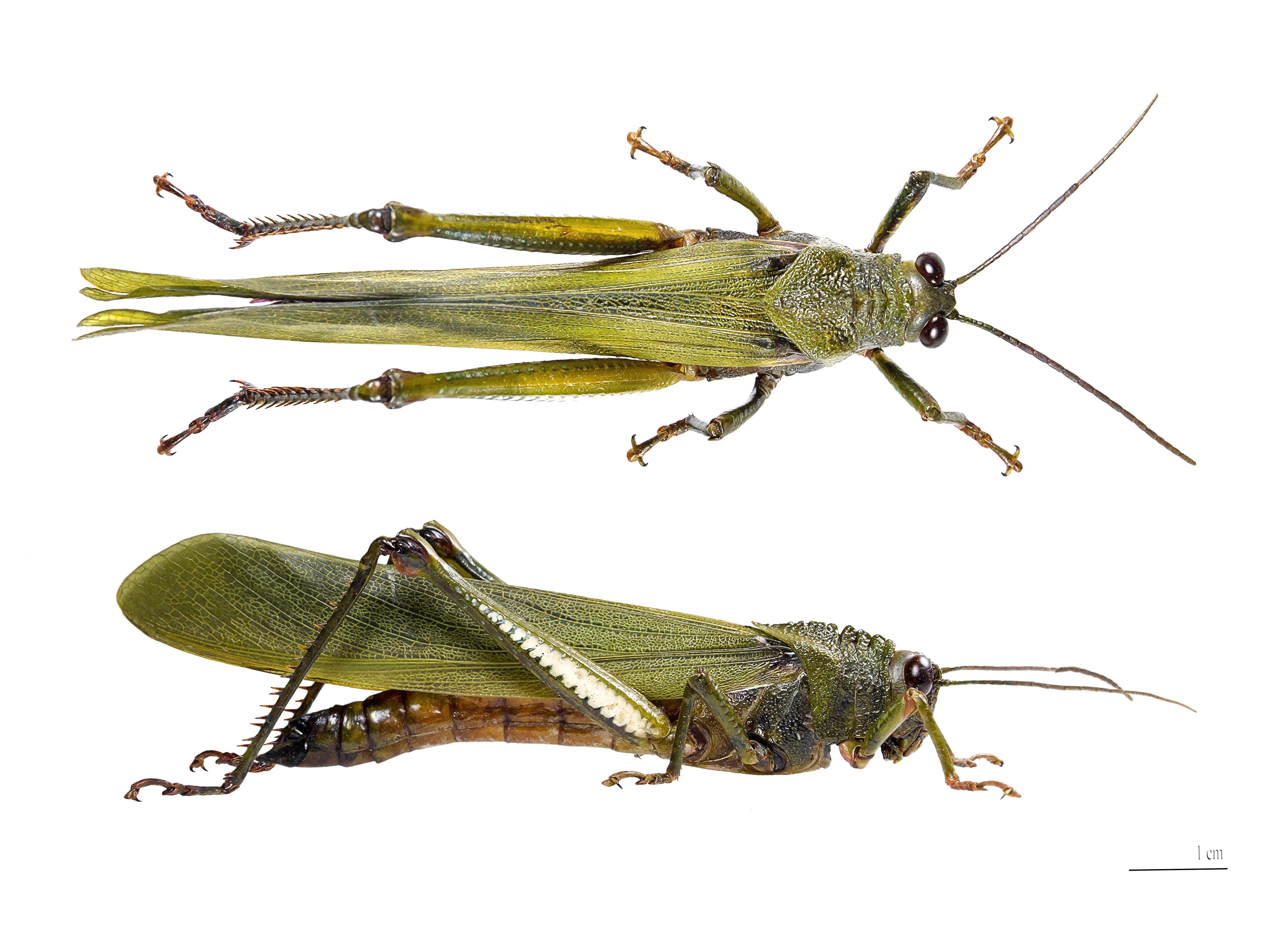
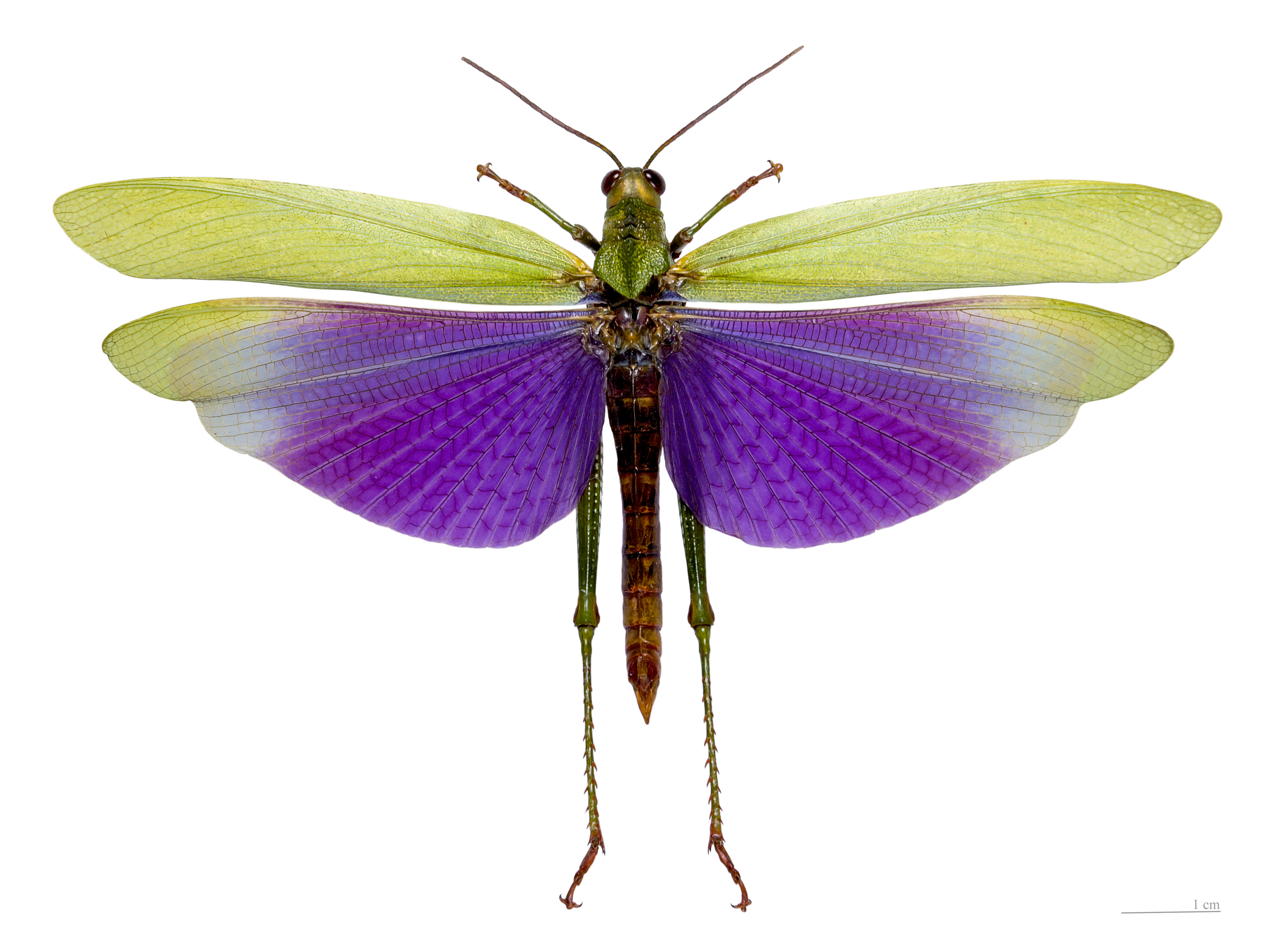
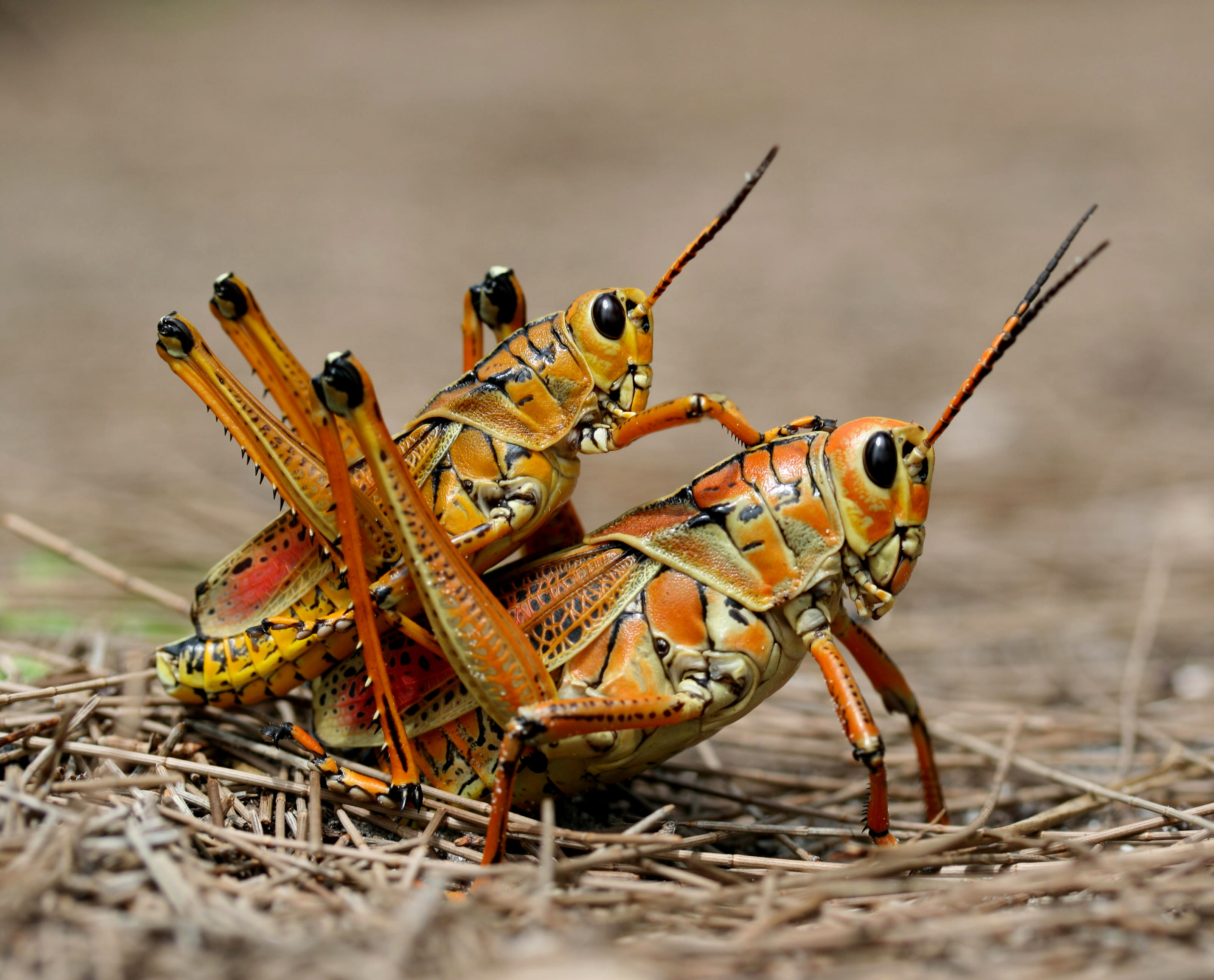
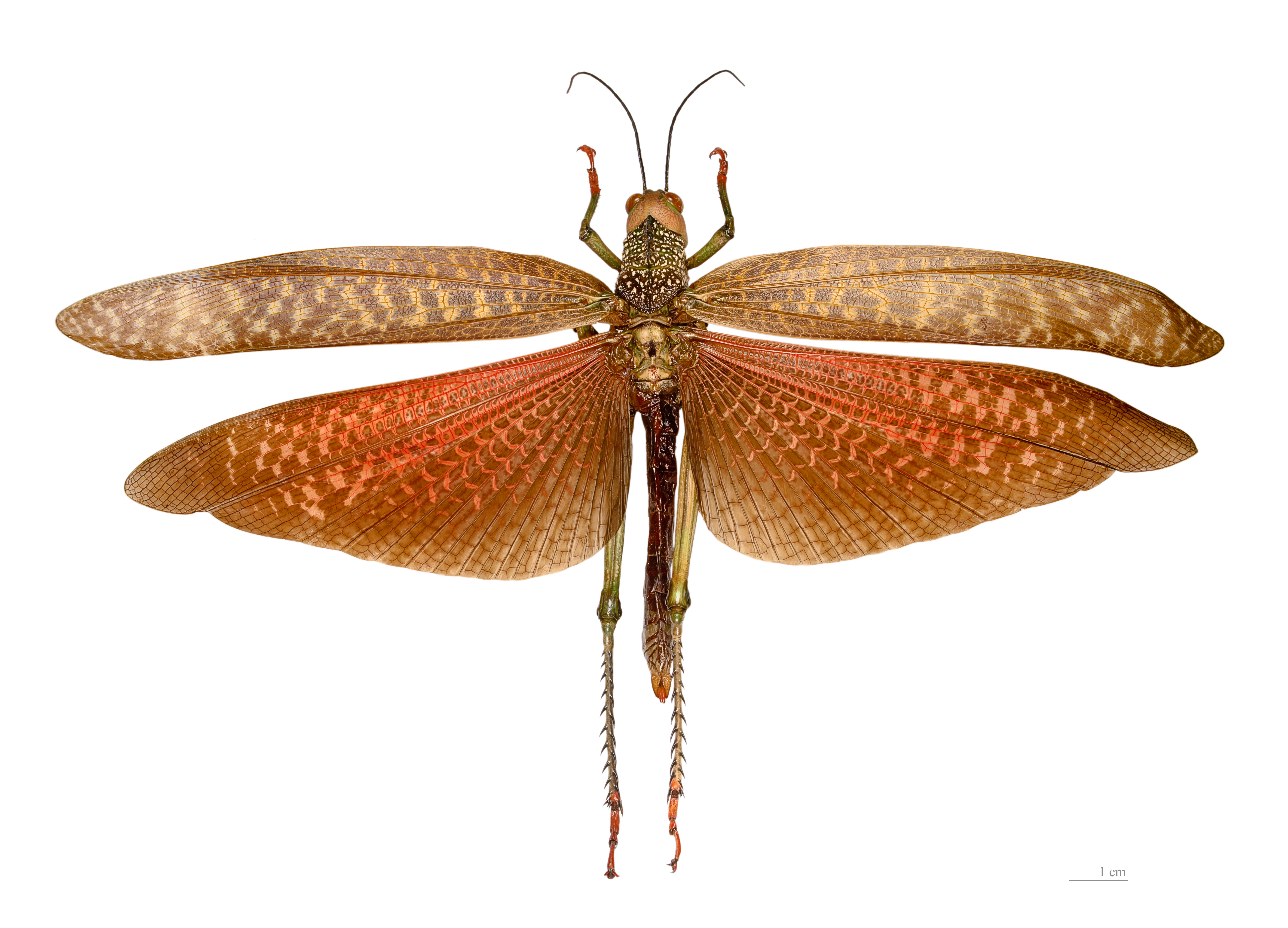

## Dottertaxa till Romaleidae, i alfabetisk ordning[1]
- Abila
- Acrideumerus
- Acridophaea
- Adrolampis
- Aeolacris
- Agriacris
- Albinella
- Alcamenes
- Alophonota
- Ampiacris
- Andeomezentia
- Antandrus
- Aphanolampis
- Aplatacris
- Apophylacris
- Aprionacris
- Aristia
- Bactrophora
- Bora
- Brachystola
- Brasilacris
- Caenolampis
- Callonotacris
- Chariacris
- Chromacris
- Chromolampis
- Cibotopteryx
- Cloephoracris
- Colpolopha
- Coryacris
- Costalimacris
- Costarica
- Cristobalina
- Diponthus
- Draconata
- Dracotettix
- Drypetacris
- Eidalcamenes
- Elutrolampis
- Epiprora
- Euprepacris
- Eurostacris
- Graciliparia
- Gurneyacris
- Habrolampis
- Hekistolampis
- Helicopacris
- Helionotus
- Helolampis
- Hisychius
- Hyleacris
- Hylephilacris
- Lagarolampis
- Legua
- Limacridium
- Litoscirtus
- Maculiparia
- Megacephalacris
- Megacheilacris
- Mezentia
- Munatia
- Nautia
- Nothonautia
- Ophthalmolampis
- Othnacris
- Panamacris
- Pareusychius
- Peruviacris
- Phaeoparia
- Phrynotettix
- Poecilolampis
- Porphoracris
- Prionacris
- Prionolopha
- Procolpia
- Proracris
- Prorhachis
- Pseudaristia
- Pseudeurostacris
- Pseudhisychius
- Pseudonautia
- Quitus
- Radacridium
- Rhicnoderma
- Romalea
- Securigera
- Silacris
- Spaniacris
- Staleochlora
- Stornophilacris
- Taeniophora
- Taeniopoda
- Tepuiacris
- Thrasyderes
- Tikaodacris
- Titanacris
- Tropidacris
- Trybliophorus
- Tytthotyle
- Xenonautia
- Xestotrachelus
- Xomacris
- Xyleus
- Zoniopoda
- Zoumolampis